# 브리지스톤
주식회사 브리지스톤(일본어: 株式会社ブリヂストン, 영어: Bridgestone Corporation)은 일본의 타이어 제조 회사이다.
1931년 후쿠오카현 구루메시에서 이시바시 쇼지로가 창립하였다. 일본의 자동차 산업 발전과 함께 성장하여, 타이어를 비롯한 자동차 바퀴 부분 제조에서 세계적인 생산량을 자랑하게 되었다. 특히 미쉐린을 제치고 타이어 부문에서 세계 최대의 매출과 생산을 올리는 것으로 유명하다.

## 같이 보기
- 파이어스톤 - 1988년 인수